# João Batista de Oliveira
João Batista de Oliveira SVD (ur. 9 lipca 1963 w Rio Azul) – brazylijski duchowny katolicki, werbista, biskup Corumbá od 2025. 

## Życiorys
24 lutego 2001 otrzymał święcenia kapłańskie w Zgromadzeniu Słowa Bożego. Po święceniach pracował jako misjonarz w Ekwadorze. W 2009 powrócił do kraju i pełnił funkcje m.in. zastępcy wychowawcy w zakonnym seminarium, prowincjalnego zastępcy promotora powołań, mistrza nowicjatu oraz prowincjała. W latach 2022–2024 pracował duszpastersko na terenie diecezji Ji-Paraná.
30 listopada 2024 papież Franciszek mianował go biskupem diecezji Corumbá. Sakry udzielił mu 22 lutego 2025 arcybiskup Campo Grande Dimas Lara Barbosa.